# Marko Stanojević
Marko Stanojević (in serbo Марко Станојевић?; Pirot, 22 giugno 1988) è un calciatore serbo, centrocampista della Dinamo Samarcanda.

## Palmarès

### Club

#### Competizioni nazionali
- Campionato moldavo: 2

Sheriff Tiraspol: 2012-2013, 2013-2014
- Supercoppa di Moldavia: 1

Sheriff Tiraspol: 2013
- Supercoppa del Kazakistan: 1

Astana: 2018
- Coppa d'Uzbekistan: 3

Nasaf Qarshi: 2021, 2022, 2023
- Campionato uzbeko: 1

Nasaf Qarshi: 2024
- Supercoppa dell'Uzbekistan: 1

Nasaf Qarshi: 2023